# حسن خالد أبو الهدى
حسن خالد أبو الهدى، واسمه الكامل السيد «حسن خالد» بن محمد (أبو الهدى) بن حسن وادي الصيادي الرفاعي (1871-1936)، كان رئيساً لوزراء إمارة شرق الأردن لعدة مرات حين كانت رئاسة الوزراء تسمى مجلس النظار. تعود علاقته بالعائلة الهاشمية لصداقته بالأمير عبدالله حين كان الأخير عضواً بمجلس المبعوثان العثماني في إسطنبول. عمل حسن خالد في البداية مع الدولة العثمانية بقيادة السلطان عبدالحميد الثاني، لكن بعد خلع السلطان عن الحكم، بدأ بعملٍ تنظيمي لإنشاء دولة عربية في المشرق واليمن ومصر متواصلاً مع شيوخ الطريقة الرفاعية الصوفية التي كان أبوه أهمهم، لكن ذلك لم يتم لدخول المشرق بتبعات اتفاقية سايكس بيكو. عمل بالسياسة في المملكة العربية السورية ثم لجأ بعد الإحتلال الفرنسي إلى إمارة شرق الأردن وعمل رئيساً لوزرائها لفترات مختلفة.
مع أن اسمه يشابه رئيس الوزراء الأردني اللاحق توفيق أبو الهدى، إلا أنهما من أصول مختلفة، فهذا من خان شيخون التابعة حينها لولاية حلب وأبو الهدى هو لقب أبيه لدينه وصلاحه، بينما توفيق أبو الهدى من عكا في فلسطين الآن.

## نسبه وأسرته
حسن خالد أبو الهدى ابن شيخ الإسلام، محمد أبو الهدى الصيادي أي شيخ مشايخ الدولة العثمانية بعهد السلطان عبد الحميد الثاني. وله أخ مشهور عند الرفاعيّة اسمه أحمد سراج الدين بن محمد أبو الهدى. وعمه الشيخ عبد الرزاق الصيادي وكان قاضي عسكر عثماني وشيخ من مشائخ السجادة الرفاعية في مصر. وهم كلهم من آل الصياد أحد فروع السادة الأشراف الرفاعية الحسينية، وإن كان هنالك من يشكك بنسبهم. وكان ابنه آخر نقيب لأشراف حلب، السيد تاج الدين ابن السيد حسن خالد ابن السيد محمد أبي الهدى الصيادي.
عاش طفولته وشبابه في أسطنبول بمعية أبيه. ثم ومع أحداث 1909 نفى الاتحاديون أبيه إلى جزيرة الأمراء وهرب حسن خالد إلى فرنسا ثم مصر ثم سوريا وانتهى به المطاف في شرق الأردن حيث عمل إلى أن توفي وكل ذريته في سوريا. أما عائلته، فلقد خرجت كلها إلى مصر بعهد الملكية، ولم يبقَ لهم في إسطنبول شيئاً، وهدمت زاوية أبيه في بشكطاش التي دُفن فيها أبيه وأخيه أحمد سراج الدين وعمته خلودة بعد أن نقل رفات أبيه إلى الزاوية الصياديّة في حلب بسنة 1937، وهدمت هذه الزاوية في حلب بشهر شباط 2013 خلال الحرب السوريّة أيضاً. في مصر، تزوجت أخواته من مصريين، من آل راضي وآل عثمان وآل الكيلاني، ولهن أحفاد في أنسفط في محافظة بني سويف وبالمعادي وغيرها. أما أخيه تاج الدين، فمكث فترة في مصر، وكان له اتصالات مع الشاعر عرار في شرق الأردن، ثم عاد إلى سوريا ربما عقب سقوط الملكية في مصر.
ولحسن خالد أبو الهدى حفيدين إثنين من ابنه الوحيد تاج الدين، هما حسن خالد بن تاج الدين، والشيخ أحمد مهدي بن تاج الدين بن حسن خالد الصيادي، وكان التالي من شيوخ الصوفيّة في سوريا وله أتباع ومريدين وتسجيلات لخطب وأذكار. وتوفي الأخير، الشيخ أحمد مهدي، في عمان ودُفن فيها.

## حياته السياسية
خاض حسن خالد أبو الهدى تجارب طويلة في السياسة امتدت من العمل في الدولة العثمانية، إلى العمل لتأسيس دولة عربية قبل سقوطها، فاستلامه مهام سياسية في المملكة العربية السورية قبل أن ينتقل إلى إمارة شرق الأردن ويصبح رئيساً لوزرائها.

### عمله مع ثم ضد الدولة العثمانية
عمل حسن خالد بن محمد أبو الهدى الرفاعي لدى السلطان عبد الحميد الثاني. وفي عام 1311 هـ -  1893منحه السلطان رتبة الأولى العثمانية حيث صار يعرف باسم السيد حسن خالد بك أفندي. وتذكر المصادر بأن السلطان أرسله بوفدٍ إلى اليمن للتواصل مع إمام اليمن محمد بن يحيى حميد الدين بشهر صفر 1320 (حزيران/يونيو 1902 على الأرجح)، لكنه لم يلتقِ بالإمام، وبقي بصنعاء برهة تراسل فيها مع الإمام بوساطة الحاج علي النحوي الصنعاني قبل أن يعود إلى الأستانة. بينما تشير مصادر من نفس الوقت بأن أهل اليمن اشتكوا من حسن خالد أبو الهدى ووالده الشيخ أبي الهدى الصيادي في إسطنبول بأنهما كانا يزوران شكاوي أهل اليمن وأدى حجب الشكاوى هذه عن السلطان إلى تمرد القبائل. وكان أبيه قد حظي بأهمية كبيرة لدى السلطنة العثمانية وكان من سياسته أن يحمل السلطان على الاعتقاد أنه صاحب النفوذ الأكبر في الولايات العربية، رضاه رضا العرب. ومن الممكن قراءة حجبهم للمعلومات عن سلطان الدولة الآفلة لرغبتهم بإنشاء «خلافة عربية تعيد مجد العباسيين وصدر الإسلام».
بتاريخ 13 نيسان/إبريل 1909 قامت وحدات من الجيش العثماني المؤيدة لجمعية الاتحاد والترقي بقيادة عصيان ضد السلطان عبد الحميد الثاني انتهت بخلعه في 27 أبريل. وقام الاتحاديون بمهاجمة أبيه، محمد أبو الهدى، في قصره ثم نفوه إلى جزر الأمراء التي كان تسجن بها النخب العثمانيّة.
شعر حسن خالد أبو الهدى بالخطر من الانقلاب الحاصل في الآستانة فقام بالفرار منها بعد حادثة 13 أبريل، وقام ببيع أملاكه، التي شملت امتيازاً لصنع الثلج بمبلغ 15 ألف ليرة، وأخذ بها حوالة إلى باريس، وحوّل جميع أمواله وسافر إلى باريس، وهناك بدأ بالتراسل مع أحمد عزت بن هولو العابد وهو والد محمد علي العابد أول رئيس لسوريا بعد سقوط المملكة العربية السورية.
اتنقل بعد سنة 1909 من باريس إلى مصر، وبدأ هو وأحمد عزت العابد ومجموعة من المتصوفة منهم أبو الهدى القصبي، شيخ مشايخ الطريقة الرفاعية، الذي تولّى نقابة الأشراف في الشام، بدأوا بعمل تنظيمي لحشد العرب في الدولة العثمانيّة لتأسيس دولة عربية إسلامية وذلك نتيجة للإطاحة بالسلطان عبد الحميد. تجدر الإشارة بأن أحمد عزت العابد كان يحظى بمنصب كبير في الدولة العثمانية لكنه هاجر إلى مصر بعد خلع عبد الحميد.
وبدأ حسن خالد أبو الهدى بإصدار جريدة في باريس باللغة العربية والتركية باسم "شربست"، وبدأ بنقل أعدادها إلى مصر واليمن والبلاد العربية وإرسالها مجاناً إلى الأستانة ضمن مظاريف ووصلت كذلك إلى الإسكندرية وطنطا والقاهرة خصوصاً بين شيوخ الطريقة الرفاعيّة. لم يقبل عمه عبد الرزاق العمل السياسي معه لولاءه للدولة العثمانية، ويورد عبده ميخائيل بدران، الصحفي اللبناني المقيم في مصر بسنوات 1909، قولاً بمراسلاته مع الدولة العثمانيّة يذكر فيه "وسمعت من فم حسن خالد قوله حرفيا "هناك شأن عمي في القديم، فهو لا يشاركنا في عمل من أعمالنا، ويجب أن يكون منزويا في منزله".
تلقت دعوتهم التنظيمية قبولاً في مصر لكن لم تستمر الأمور كما أرادوا لتغير كل شيء في المشرق مع توقيع اتفاقية سايكس بيكو التي قام البلشفيون بإذاعة خبرها بسنة 1917. أي، قامت الدول الاستعمارية بتقسيم الأوطان العربية أمام أعين الجميع.

### في الحكومة العربية في دمشق
تسلّم مهام سياسية في المملكة العربية السورية في دمشق بزعامة الملك فيصل قبل أن يلجأ إلى شرق الأردن بعد الإحتلال الفرنسي لسوريا بسنة 1920.

### مناصب تولاها بحكومات شرق الأردن
لجأ إلى شرق الأردن بعد استيلاء الفرنسيين على دمشق، وكان صديقاً للملك عبد الله الأول منذ بدايات القرن. لذا أسند عبد الله الأول لحسن رئاسة حكومته بفترة صعبة من تاريخ شرق الأردن إذ كانت تحت ضغوط بريطانية من جهة وتخضع لتهديدات غزوات ابن سعود من جهة أخرى. فعمل حسن خالد أبو الهدى في الحكومات التالية في إمارة شرق الأردن رئيساً لها أو وزيراً بها:
- رئيس النظار (رئيس الوزراء) :5/ أيلول /1923م خامس حكومة أردنية في عهد الإمارة
- ناظر المالية (وزير المالية) 3 أيار 1924
- رئيس النظار (رئيس مجلس الوزراء) للمرة الثانية في 26/ حزيران /1926وناظر الداخلية
- رئيس النظار (رئيس الوزراء) للمرة الثالثة في 17/ تشرين أول /1928م ومدير المالية
- رئيس المجلس التشريعي (البرلمان) الأول[21] 2 نيسان 1929- 9 شباط 1931

وقد شهدت فترات رئاسته للحكومة توترا للعلاقة بينه وبين أحزاب المعارضة وبين الصحافة المعارضة فعندما أعلنت الحكومة عن إجراء أول انتخابات لإفراز أول مجلس تشريعي في 2 / نيسان / 1929 م لإقرار المعاهدة الأردنية ـ البريطانية تنادى رجالات الحركة الوطنية الأردنية إلى تنظيم حملة واسعة في الإمارة لمقاطعة الانتخابات، فقامت حكومة باعتقال عدد من زعامات المؤتمر وفرضت على آخرين الإقامة الجبرية في بيوتهم، وجرَّدت بعضهم الآخر من لقب الباشوية.

### علاقته بالحركات الأردنيّة
عملت حكومته الأولى مع البريطانيين للقضاء على ثورة البلقاء بقيادة الشيخ سلطان العدوان، وكانت تلك الحركة كرد فعل ضد منهجيات الحكومات وتردي الأوضاع الاقتصادية والاجتماعيه إضافة لقيادة الحكومات من عناصر غير محلية، كحسن أبو الهدى نفسه، عدا عن تواطئ الحكومات مع البريطانيين الذين قصفوا الثورة بالطيران
كان الشاعر مصطفى وهبي التل "عرار" معارضاً للحكومات الأردنية ويصطدم بشكل متكرر معها. وبسنة 1928 اشترى عرار تصريح جريدة أطلق عليها اسم «الأنباء» وكان يقصد بها أن تكون جريدة سياسية أدبية، لكن أمر حسن أبو الهدى أمراً بإلغاء التصريح ومصادرة العدد الأول الوحيد للجريدة.
ومنعت حكومات أبي الهدى العديد من الصحف بتلك الفترة. فعندما تأسَّـس حزب الشعب الأردني في شهر آذار من عام 1927 م أصدر جريدةً أطلق عليها اسم «صدى العرب» وكانت جريدة قوميّة عروبية لقت قبولاً واسعاً عند الشرق أردنيين الذين كانت توجهاتهم قوميّة بذلك الوقت. وترأس تحرير الجريد محمد صالح الصمادي وانتقدت الجريدة المعاهدة الأردنية-البريطانية التي أسست لشكل من الاستعمار البريطاني في شرق الأردن وفلسطين، لكن قامت حكومة حسن أبو الهدى تحت ضغط الإنجليز باغلاق الجريدة وإلغاء تصريحها ونفي رئيس تحريرها الصمادي إلى خارج العاصمة عمان. وقامت حكوماته المتتالية بإغلاق الصحف ذات التوجه القومي العروبي، من مثل جريدة الشريعة لخليل عباس ومحمود الكرمي وجريدة جزيرة العرب لحسام الدين الخطيب. 